# 米德爾伯里 (紐約州)
米德爾伯里（英語：Middlebury）是一個位於美國紐約州懷俄明縣的鎮。

## 人口
根據2020年美國人口普查的數據，米德爾伯里的面積為92.38平方千米，當中陸地面積為92.31平方千米，而水域面積為0.06平方千米。當地共有人口1339人，而人口密度為每平方千米14人。